# TV Oggi Salerno
TV Oggi è un'emittente locale italiana con sede a Salerno, fondata nel 1978 per iniziativa dell'editore Ettore Lambiase.

## Storia
Inizialmente si chiamava "TeleOggi 44", prendendo il nome dal canale UHF sul quale trasmetteva.
Il palinsesto propone, oltre all'informazione locale, anche programmi sportivi, documentari, telenovelas, film, telefilm, una trasmissione di economia gestita con il quotidiano Il Sole 24 ORE, speciali informativi e incontri sportivi. Nel 1988 l'emittente si affilia al circuito Italia 9 Network ed allarga ulteriormente la propria area di copertura (ora anche le province di Napoli ed Avellino oltre a quella di Salerno. Nel 1992 l'emittente ottiene dal Ministero delle Telecomunicazioni la concessione per operare.
Nel 2009, in seguito al passaggio al digitale terrestre, viene autorizzata dal Ministero delle comunicazioni a trasmettere con il proprio multiplex in provincia di Salerno sul canale UHF 21. Grazie agli accordi stipulati con gli operatori Julie Italia (UHF 34) e L'Informatore (UHF 28), il canale TV Oggi è disponibile in tutta la Campania alla posizione LCN 71. Contestualmente al passaggio alla tecnologia digitale, Tv Oggi arricchisce la propria proposta editoriale con dei nuovi contenuti divenendo così un vero e proprio Gruppo editoriale. Nascono così, accanto all'ammiraglia Tv Oggi, le nuove realtà Tv Oggi Cinema (LCN 213) e Tv Oggi Shopping (LCN 618).
Dal 1 luglio 2022, con il refarming delle frequenze e con le nuove numerazioni rilasciate dal Mi.Se., Tv Oggi è passata dal tasto 71 al tasto 88.
Accanto ai contenuti televisivi si va ad aggiungere l'aggiornatissimo portale d'informazione tvoggisalerno.it. Il portale, oltre a dare spazio alle news della provincia di Salerno, consente ai visitatori di seguire la diretta streaming del palinsesto dell'emittente attraverso la sezione LIVETV e la possibilità di rivedere in qualsiasi momento della giornata il meglio dei programmi attraverso la sezione ON DEMAND.
Tv Oggi è anche social grazie all'attivazione dei profili FACEBOOK, TWITTER e GOOGLE+.

## Copertura
Nel corso del 2011 TV Oggi ha attivato un impianto presso la postazione di Perdifumo, riuscendo a coprire tutta la città di Salerno. Precedentemente, infatti, la copertura della zona orientale del capoluogo era garantita dal sito di Giovi Montena, che non garantiva un livello ottimale di copertura.
Dal 1 luglio 2022, con il refarming delle frequenze e con le nuove numerazioni rilasciate dal Mi.Se., Tv Oggi è passata dal tasto 71 al tasto 88 con copertura per l'intero territorio della provincia di Salerno.

## Frequenze
Questa lista è suscettibile di variazioni e potrebbe essere incompleta o non aggiornata.

- Ch.39 Salerno-Colle Bellara
- Ch.39 Poggio Pianello (Iaconti di Dragonea)
- Ch.39 Fisciano-Villa Pizzolano
- Ch.39 Monte della Stella
- Ch.39 Postiglione-Piano delle Vacche
- Ch.39 Caggiano
- Ch.39 Padula-Colle Serbatoio
- Ch.39 Montesano sulla Marcellana
- Ch.39 Tramonti-Chiancolelle
- Ch.39 Teggiano
- Ch.39 Monte Sant'Angelo
- Ch.39 San Giovanni a Piro
- Ch.39 Capo Palinuro